# 汤氏瞪羚

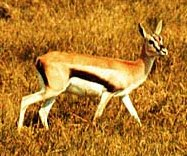
一隻湯氏瞪羚

湯氏瞪羚（学名 Gazella thomsoni）是最著名的羚羊之一。分佈於非洲的稀樹大草原和開闊草地，特別是肯亞馬賽馬拉國家保護區和坦尚尼亞塞倫蓋蒂國家公園。

## 主要特征
身体背部腿部为白色，其餘为黄褐色。肩高约75厘米，体重25—30公斤，是小型瞪羚。矮小粗壮，善跑好鬥，尤其是交配季节，经常看到瞪羚屍体，有两个孔，就是被同类打死的。

## 习性
善於奔跑，非常警惕，一有動静就跑了。好合群，經常與牛羚結成世界上最壯觀的草食動物群。但是由於瞪羚和牛羚遷徙的目的不一样，所以它們遷徙的路線也不會一樣。以植物根莖為食。

## 天敌
与跳羚相同，陆地上为猎豹、花豹。

## 保护现状
在保护区内的数量很多，但由於分布太狭窄，数量仍然不是很多。